# Saison 6 de The Mindy Project
Chronologie
Saison 5
Cet article présente les épisodes de la sixième et dernière saison de la série télévisée américaine The Mindy Project.

## Généralités
- Aux États-Unis, cette saison a été diffusée du 12 septembre 2017 au 14 novembre 2017 sur Hulu ;
- Au Canada, la saison est diffusée depuis le 4 janvier 2018 sur Citytv.

## Distribution

### Acteurs principaux
- Mindy Kaling (VF : Audrey Sablé) : Dr Mindy Lahiri
- Ed Weeks (en) (VF : Stéphane Pouplard) : Dr Jeremy Reed
- Ike Barinholtz (VF : Serge Faliu) : Morgan Tookers
- Beth Grant (VF : Françoise Pavy) : Beverly Janoszewski
- Xosha Roquemore (VF : Fily Keita) : Tamra Webb
- Fortune Feimster (VF : Chantal Baroin) : Colette Kimball-Kinney
- Rebecca Rittenhouse (VF : Pascale Chemin) : Dr Anna Ziev

### Acteurs récurrents et invités
- Chris Messina (VF : Xavier Fagnon) : Dr Danny Castellano
- Garrett Dillahunt (VF : Vincent Ropion) : Dr Jody Kimball-Kinney
- Bryan Greenberg (VF : Laurent Morteau) : Ben
- Julie Bowen (VF : Juliette Degenne) : Daisy
- Ana Ortiz (VF : Hélène Bizot) : Dr Mary Hernandez
- Adam Pally (VF : Jérémy Prévost) : Dr Peter Prentice
- Glenn Howerton (VF : Martial Le Minoux) : Cliff Gilbert
- Rhea Perlman (VF : Marie-Martine) : Annette Castellano
- Reese Witherspoon (VF : Laura Blanc) : elle-même

## Épisodes

### Épisode 1:Tout ça pour ça?
- États-Unis : 12 septembre 2017 sur Hulu[1]
- Canada : 4 janvier 2018 sur Citytv
- France : 27 mai 2019 sur Comédie+

### Épisode 2:Un découplement romantique
- États-Unis : 19 septembre 2017 sur Hulu
- Canada : 4 janvier 2018 sur Citytv
- France : 27 mai 2019 sur Comédie+

### Épisode 3:Par la force... du divorce
- États-Unis : 26 septembre 2017 sur Hulu
- Canada : 11 janvier 2018 sur Citytv
- France : 28 mai 2019 sur Comédie+

- Adam Pally (Dr Peter Prentice)
- Glenn Howerton (Cliff)

### Épisode 4:La petite copine de Léo
- États-Unis : 3 octobre 2017 sur Hulu
- Canada : 11 janvier 2018 sur Citytv
- France : 28 mai 2019 sur Comédie+

- Julie Bowen (Daisy)

### Épisode 5:La soirée costumée
- États-Unis : 10 octobre 2017 sur Hulu
- Canada : 18 janvier 2018 sur Citytv
- France : 29 mai 2019 sur Comédie+

- Ana Ortiz (Dr Mary Hernandez)

### Épisode 6:Un homme en crise
- États-Unis : 17 octobre 2017 sur Hulu
- Canada : 18 janvier 2018 sur Citytv
- France : 29 mai 2019 sur Comédie+

### Épisode 7:Mindy face à elle-même
- États-Unis : 24 octobre 2017 sur Hulu
- Canada : 25 janvier 2018 sur Citytv
- France : 30 mai 2019 sur Comédie+

- Reese Witherspoon (Elle-même)

### Épisode 8:J'irai où tu iras
- États-Unis : 31 octobre 2017 sur Hulu
- Canada : 25 janvier 2018 sur Citytv
- France : 30 mai 2019 sur Comédie+

- Rhea Perlman (Annette)
- Ana Ortiz (Dr Mary Hernandez)

### Épisode 9:Le vrai Danny
- États-Unis : 7 novembre 2017 sur Hulu
- Canada : 1er février 2018 sur Citytv
- France : 31 mai 2019 sur Comédie+

### Épisode 10:Toi et personne d'autre
- États-Unis : 14 novembre 2017 sur Hulu
- Canada : 1er février 2018 sur Citytv
- France : 31 mai 2019 sur Comédie+